# Pou de glaç de Can Cucurella
El Pou de glaç de Can Cucurella és una obra de Cubelles (Garraf) inclosa a l'Inventari del Patrimoni Arquitectònic de Catalunya.

## Descripció
Ubicat als terrenys del mas de Can Cucurella (nord de Cubelles).
Estructura arquitectònica coberta alçada amb murs de pedra paredats, d'uns 80 cm de gruix. De planta circular, amb un diàmetre de 5 metres. Es calcula que té uns 3-4 metres de profunditat. Es conserva l'obertura lateral que en origen seriviria per a la càrrega i descàrrega del pou. Trobem una altra obertura a l'estructura, probablement causa d'algun desprendiment de la mateixa paret del pou, ja que s'observen pedres soltes a l'interior d'aquest.
Es troba parcialment cobert per la vegetació circumdant.

## Història
Pertany originàriament a la jurisdicció de la Quadra de Rocacrespa.